# Пітер Ліндберг
Пітер Ліндберг (уроджений - Пітер Бродбек; 23 листопада 1944 — 3 вересня 2019) — німецький фешн фотограф і кінорежисер.
Він вивчав мистецтво в Берліні та Крефельді, і виставляв свої роботи до закінчення навчання. У 1971 році він почав займатися фотографією і працював у журналі Stern .
У модній фотографії він зобразив разом моделей Лінду Євангелісту, Наомі Кемпбелл, Тетяну Патіц, Сінді Кроуфорд і Крісті Терлінгтон для обкладинки британського Vogue у січні 1990 року, розпочавши еру супермоделей . Він три рази фотографував календар Pirelli (1996, 2002, 2017),  зняв кілька фільмів і створив обкладинки для музичних композицій, зокрема «Foreign Affair » Тіни Тернер, «The Globe Sessions» Шеріл Кроу та «I Am.» Бейонсе. . Саша Лютий .
Його роботи були представлені на міжнародних виставках. Ліндберг віддавав перевагу чорно-білій фотографії та зазначав у 2014 році: «Сьогоднішні фотографи мають бути відповідальними за те, щоб звільнити жінок і, нарешті, усіх від жаху молодості та досконалості».

## Ранні роки та освіта
Ліндберг народився 23 листопада 1944 року в Лісі (Лешно), Рейхсгау Вартеланд, окупована Німеччиною Польща . Дитинство провів у Дуйсбурзі . 
У підлітковому віці він працював оформлювачем вітрин в універмагах Karstadt і Horten у Дуйсбурзі. Побувавши з частини Німеччини, розташованої поблизу голландського кордону, Північного Рейну-Вестфалії, він провів літні канікули зі своєю родиною в Нідерландах на узбережжі поблизу Нордвейка . Величезні пляжі та промислове середовище його рідного міста Дуйсбург сильно вплинули на його творчість протягом багатьох років. На початку 1960-х років він переїхав до Люцерна, а через кілька місяців до Берліна, де вступив до Берлінської академії образотворчого мистецтва . Він автостопом доїхав до Арля слідами свого кумира Вінсента Ван Гога . Ліндберг згадував ці роки: «Я вважав за краще активно шукати натхнення Ван Гога, мого кумира, а не малювати обов’язкові портрети та пейзажі, яким викладають у художніх школах». Після кількох місяців в Арлі він продовжив шлях до Іспанії та Марокко, і ця подорож зайняла у нього два роки. 
Повернувшись до Німеччини, він вивчав абстрактне мистецтво в Kunsthochschule (Коледжі мистецтв) у Крефельді, Північний Рейн-Вестфалія, у Гюнтера К. Кірхбергера . Під впливом Джозефа Кошута та руху концептуального мистецтва його запросили в 1969 році, ще до закінчення навчання, представити свої роботи в авангардній галереї Деніз Рене. (у 2014 році ці роботи були виставлені на виставці Objets ludiques у Музеї Тінгелі в Базелі . ) Після переїзду до Дюссельдорфа в 1971 році він звернув свою увагу на фотографію та два роки працював допомагаючи німецькому фотографу Гансу Люксу, перш ніж відкрити власну студію в 1973 році. Ставши відомим у своїй рідній країні, він приєднався до родини журналу Stern разом із фотографами Гельмутом Ньютоном, Гі Бурденом та Гансом Фейрером .  

## Кар'єра
У 1989 році Лінда Євангеліста, Наомі Кемпбелл, Тетяна Патіц, Сінді Кроуфорд і Крісті Терлінгтон  , усі молоді, маловідомі моделі, були вперше сфотографовані разом Ліндбергом для обкладинки британського Vogue у січні 1990 року. Кажуть, що ця фотосесія поклала початок ері супермоделей .   Обкладинка надихнула співака Джорджа Майкла на те, щоб зняти моделей у відео на його пісню " Freedom! '90 ".  Через два роки після зйомок Ліндберга для обкладинки британського Vogue у 1989 році італійський модельєр Джанні Версаче залучив ту саму групу моделей, які на той час швидко наближалися до статусу супермоделі, якщо ще не досягли його, для модного показу Версаче восени/зими 1991 року. 
У 2008 році в інтерв’ю з істориком мистецтва Шарлоттою Коттон Ліндберг пояснив:

Використання чорно-білої фотографії було дуже важливим для створення супермоделі. Кожного разу, коли я намагався зняти їх у кольорі, тому що їх краса була близька до досконалості, це виглядало як погана реклама косметики . Завдяки чорному та білому ви дійсно можете побачити, хто вони. Це зменшило комерційну інтерпретацію, яку дає колір. Чорно-біле вражає тим, що воно дійсно допомагає відчути реальність. 
Першою книгою Ліндберга була «10 жінок», яка вийшла в 1996 році; станом на 2008 рік було продано більше 100 000 примірників.  «Образи жінок», випущений у 1997 році як перша всеосяжна монографія Ліндберга, представив визначний огляд портретних фотографій, які Ліндберг зробив за останні десять років.
Він двічі фотографував календар Pirelli, у 1996 та 2002 роках. Останній, у якому вперше використовувалися актриси замість моделей, був знятий на майданчику Paramount Studios  і був описаний мистецтвознавцем Жермен Грір як «найскладніший календар Pirelli».  Ліндберг став першим фотографом за 50-річну історію календаря Pirelli, якого запросили сфотографувати втретє для випуску календаря 2017 року. 
Ліндберг співпрацював над двома повними випусками Vogue, які він і його помічник Джетро Гейнс із J.Gaines Studio сфотографували: один був присвячений 30-річчю Vogue Німеччина в жовтні 2009 року , а інший — для Vogue Іспанія в грудні 2010 року  ]. 

У 2015 році «Образи жінок II: 2005-2014» було опубліковано як продовження «Образів жінок» 1997 року. У текстовій частині книги Ліндберг написав наступне:
Якщо фотографи несуть відповідальність за створення або відображення образу жінки в суспільстві...тоді, я повинен сказати, є лише один шлях на майбутнє, і це визначити жінок як сильних і незалежних. Це має бути обов’язок сьогоднішніх фотографів: звільнити жінок і, нарешті, всіх від жаху молодості та досконалості. 

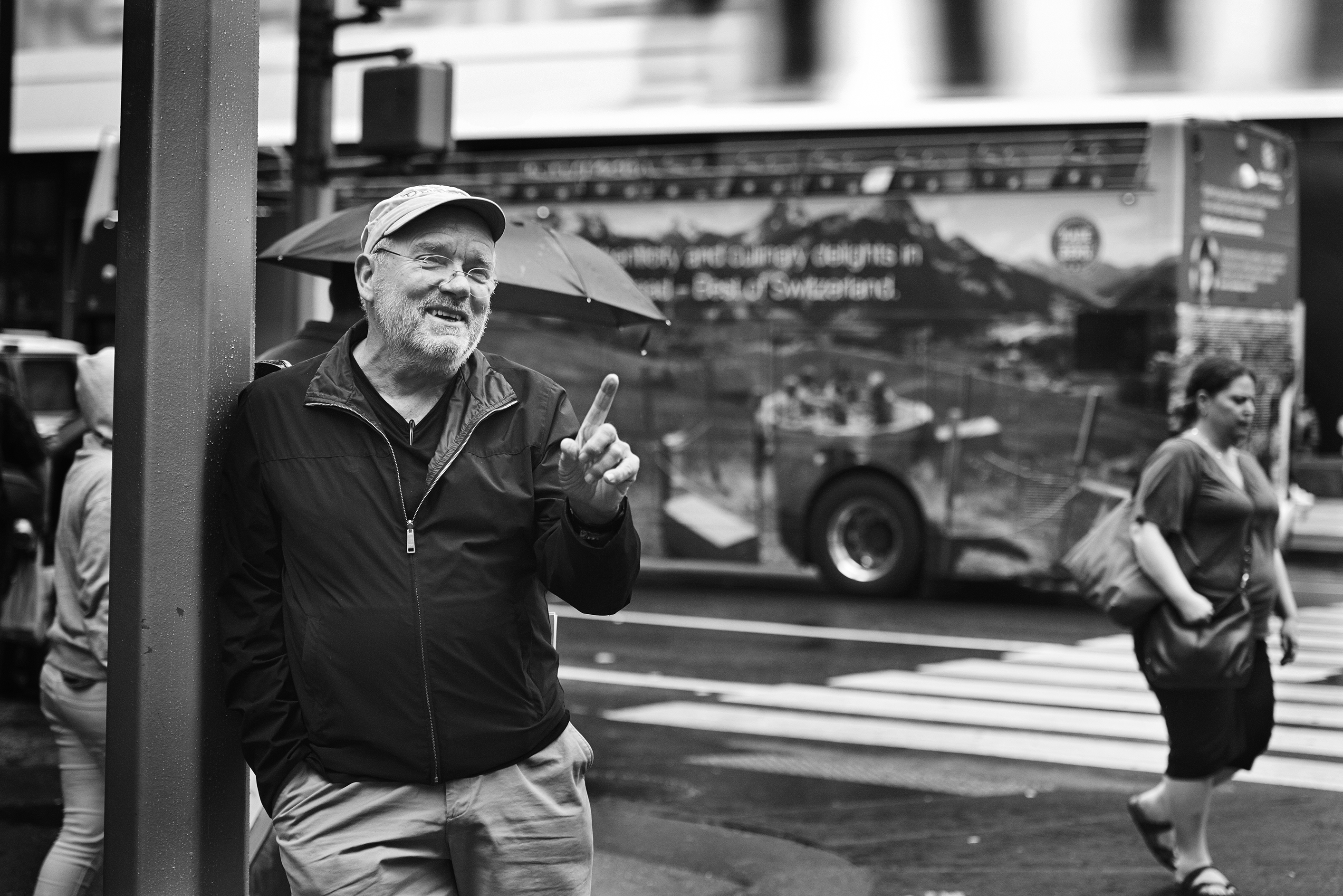
Lindbergh in New York, 2016

У 2015 році журналістка Сьюзі Менкес написала про творчість Пітера Ліндберга: «Відмова схилятися перед блискучою досконалістю є торговою маркою Пітера Ліндберга — сутністю образів, які зазирають у незабарвлену душу кожної людини, незалежно від того, як знайомий чи відомий хтось із них».  У 2016 році, виступаючи на Artforum, Ліндберг заявив, що: «Фешн-фотограф повинен робити свій внесок у визначення образу сучасної жінки чи чоловіка свого часу, відображати певну соціальну чи людську реальність. Наскільки сюрреалістичною є сьогоднішня комерційна програма ретушувати всі ознаки життя та досвіду, ретушувати дуже особисту правду самого обличчя?» 
Ліндберг зняв ряд фільмів і документальних фільмів.
У 1991 році фільм «Моделі» знімався в Нью-Йорку, а в головних ролях зіграли Лінда Євангеліста, Тетяна Патіц, Наомі Кемпбелл, Сінді Кроуфорд і Стефані Сеймур . 
«Внутрішні голоси» (1999) — документальна драма, присвячена дослідженню самовираження акторської майстерності Лі Страсберга . Він отримав нагороду за найкращий документальний фільм на Міжнародному кінофестивалі в Торонто (TIFF) у 2000 році  
Pina Bausch, Der Fensterputzer (2002) був експериментальним фільмом про його подругу Піну Бауш . 
У 2008 році Ліндберг і Холлі Фішер зняли «Всюди й одразу» . Розповідає Жанна Моро, фільм складається з перезнятих фотографій Ліндберга, багато з яких неопубліковані, переплетених з уривками з фільму Тоні Річардсона 1966 року «Мадемуазель» . Його світова прем'єра відбулася на кінофестивалі Трайбека в Нью-Йорку в 2008 році  після попередньої прем'єри на Каннському кінофестивалі в 2007 році 
Пітер Ліндберг – «Жіночі історії» (2019) режисер Жан-Мішель Век’є. Це документальний фільм про життя Ліндберга, а також про його першу дружину Астрід Ліндберг.  

### Музика
У 1983 році Ліндберг сфотографував плакат до фільму Тоні Скотта « Голод» за участю Девіда Боуї, Сьюзан Сарандон і Катрін Деньов, а також обкладинку альбому для саундтреку  . У 2002 році він зробив плакат до фільму Педро Альмодовара для фільму «Поговори з нею , а також у 2011 році для документального фільму Шарлотти Ремплінг The Look . 
Ліндберг сфотографував багато музичних обкладинок, серед яких сингл Джейн Біркін «Quoi» 1985 року;  Сингл Тіни Тернер « Foreign Affair » (1990) і альбом Foreign Affair (1989),  і відеокліп на сингл Тернер «Missing You».  Ліндберг зняв кавери для The Globe Sessions Шеріл Кроу (1998)  і альбому Бейонсе I Am.. . Саша Лютий (2008).  Він зняв відеокліп на сингл Лайонела Річі «The Last Party». 

## Особисте життя
Ліндберг розлучився зі своєю першою дружиною Астрід, яка знялася з ним у документальному фільмі «Пітер Ліндберг». – Жіночі історії .  Пізніше він одружився з Петрою Седлачек.  У Ліндберга було чотири сини: Бенджамін, Жеремі, Саймон, Джозеф і семеро онуків.
Він помер 3 вересня 2019 року в Парижі у віці 74 років    Заупокійна меса відбулася в церкві Сен-Сюльпіс у Парижі; серед гостей були Карла Бруні, Шарлотта Ремплінг, Анна Вінтур, Кейт Мосс, Наомі Кемпбелл, Джуліанна Мур, Сальма Хайєк і Франсуа-Анрі Піно .

## Виставки
- Моделі як муза, Метрополітен-музей, 2009. [48]
- On Street, C/O Berlin, 2010. [49]
- The Unknown, Центр сучасного мистецтва Ullens, Пекін, Китай, квітень–травень 2011. Інсталяція Ліндберга, куратор Джером Санс . Відвідувачів було понад 70 тисяч. [50]
- Невідоме та образи жінок, Павільйон Мештровича, музей HDLU, Загреб, квітень–травень 2014 р. [51]
- Vogue Like a Painting, Музей Тіссена-Борнеміси, Мадрид, червень–жовтень 2015 р. Натюрморти та портрети Ліндберга були виставлені разом з роботами Ірвінга Пенна, Горста П. Горста та Ервіна Блуменфельда . [52]
- Гагосян, Париж, вересень–грудень 2014 [53]
- Гагосян, Афіни, лютий–квітень 2016 р. [54]
- A Different Vision on Fashion Photography, Kunsthal у Роттердамі, вересень 2016 – лютий 2017. [55] Велика ретроспектива. Включає роботи з раніше невидимих матеріалів від особистих нотаток, розкадровок, реквізитів, поляроїдів, контактних аркушів і плівок до монументальних відбитків. Потім він був представлений в Kunsthalle München в Німеччині (під назвою «Від моди до реальності») і в Reggia di Venaria в Турині. [56] Загалом цю пересувну виставку переглянули понад 400 тисяч людей. [57]

## Фільмографія
- 1991: Моделі: фільм — режисер Ліндберг [30]
- 1999: Внутрішні голоси — 30-хвилинний драматичний документальний фільм режисера Ліндберга [32]
- 2001: Піна Бауш – Der Fensterputzer — 30-хвилинний фільм режисера Ліндберга [33]
- 2008: Скрізь і одразу — режисери Ліндберг і Холлі Фішер [35]
- 2019: Пітер Ліндберг — Жіночі історії — документальний фільм про життя Ліндберга, режисер Жан-Мішель Век'є [31]

## Нагороди
- 1996: Премія Фонду Реймонда Лоуі . [58]
- 2014: Нагороджений за його багаторічний внесок у підвищення обізнаності про СНІД на щорічній гала-конференції amfAR у Нью-Йорку на Cipriani Wall Street. [59]

## Публікації

### Основні публікації
- 10 Жінки. Ширмер / Мозель, 1996.ISBN 978-3-8238-1416-0 . З передмовою Карла Лагерфельда . Фотографії Кейт Мосс, Крісті Терлінгтон, Лінди Євангелісти, Сінді Кроуфорд, Ембер Валлетта, Наомі Кемпбелл, Хелени Крістенсен, Клаудії Шиффер, Крістен Макменамі та Тетяни Патіц .
- Образи жінок. Ширмер / Мозель, 1997.ISBN 978-3-8296-0143-6 . З передмовою Мартіна Гаррісона .
- Портфоліо. Assouline, 1999.ISBN 2-84323-108-6 . З інтерв’ю доктора Антоніо Ріа.
- оповідання. Arena editions США, 2002.ISBN 1-892041-64-2 . З передмовою Віма Вендерса .
- Без назви 116. Ширмер / Мозель, 2006.ISBN 3-8296-0179-4 .
- На вулиці. C/O Берлін, 2010.ISBN 978-3-8296-0506-9 .
- Невідомий. Ширмер / Мозель, 2011.ISBN 978-3-8296-0544-1 . З інтерв'ю Жерома Санса .
- Образи жінок 2. Ширмер / Мозель, 2014.ISBN 978-3829606851 . Зі вступним словом Вернера Шпіса, Віма Вендерса та Петера Гандке ,
- Інша історія моди Ліндберга. Taschen, 2016.ISBN 978-3-8365-5282-0 . З передмовою Тьєррі-Максіма Лоріо.
- Пітер Ліндберг. Тіні на стіні. Taschen, 2017.ISBN 978-3-8365-6937-8 .

### Інші публікації
- Stern Fotografie - Жінки, що палять - Портфоліо №5. teNeues, 1996.ISBN 978-3570122990 .
- Stern Fotografie - Invasion - Портфоліо №29. teNeues, 2002.ISBN 978-3570193471 .
- I Grandi Fotografi від Corriere Della Sera. 2006 рік. Частина серіалу з Маном Реєм, Робертом Меплторпом, Гельмутом Ньютоном, Анрі Картьє-Брессоном.
- Портфоліо Stern Fotografie № 47. teNeues, 2007.ISBN 978-3-570-19733-2 .
- Пітер Ліндберг: 100 фотографій для свободи преси. Репортери без кордонів, 2014.ISBN 978-2362200267 . Журнал.